# Oroszi, Veszprém
Oroszi  este un sat în districtul Devecser, județul Veszprém, Ungaria, având o populație de 139 de locuitori (2011). 

## Demografie
Componența etnică a satului Oroszi
     Maghiari (92,74%)
     Romi (4,84%)
     Necunoscut (2,42%)
     Alții (2,42%)
Componența confesională a satului Oroszi
     Romano-catolici (69,78%)
     Reformați (6,47%)
     Fără religie (2,88%)
     Necunoscută (20,86%)
Conform recensământului din 2011, satul Oroszi avea 139 de locuitori. Din punct de vedere etnic, majoritatea locuitorilor (92,74%) erau maghiari, cu o minoritate de romi (4,84%). Apartenența etnică nu este cunoscută în cazul a 2,42% din locuitori.  Din punct de vedere confesional, majoritatea locuitorilor (69,78%) erau romano-catolici, existând și minorități de reformați (6,47%) și persoane fără religie (2,88%). Pentru 20,86% din locuitori nu este cunoscută apartenența confesională.